# Raoul (roi des Hérules)
Pour les articles homonymes, voir Raoul.
Raoul ou Rodolphe est un roi des Hérules, peuple situé le long du Danube, régnant aux alentours de l'an 500. Il mourut lors d'une bataille contre les Lombards, entraînant la conquête du territoire par le royaume lombard. Il est probablement le même roi que celui auquel Théodoric le Grand écrit dans deux lettres qui nous sont parvenues, dans lesquelles Théodoric l'a « adopté » en lui faisant don d'armes. Moins certainement, il est aussi parfois assimilé à un roi que Jordanès mentionne comme étant venu de Scandinavie en Italie, pour rejoindre Théodoric.
Raoul est décrit par Procope comme le roi des Hérules aux alentours du Danube trois ans après le début du règne de l'empereur Anastase (491-518). Paul Diacre a donné le même nom au roi qui mourut lors de la défaite des Hérules contre les Lombards, que les historiens datent généralement vers 508. Après cette défaite, Procope rapporte que, tandis que certains traversaient le Danube pour entrer dans l'Empire romain, une autre partie de la noblesse des Hérules émigra vers le nord jusqu'à l'île de Thulé (le nom que Procope donnait à la Scandinavie). Ils traversèrent les terres des Sclavenes, des Warini et enfin des Dani, avant de traverser l'océan et de s'installer près des Goths. Il mentionne que les générations suivantes d'Hérules vivant encore près du Danube sont allées avec succès à la recherche de la royauté dans cette région dans les années 540.

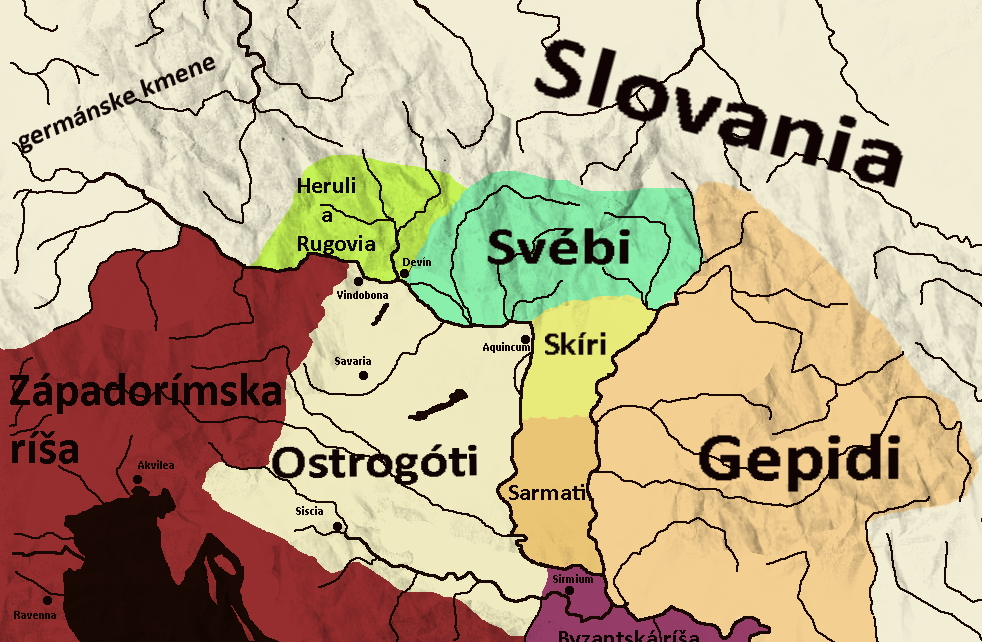
Localisation des Hérules dans le bassin du moyen Danube au Ve siècle.

Il est incertain mais possible que ce Raoul soit le même roi que celui qui est décrit dans la Getica de Jordanès comme le roi des Ranii de l'île de Scandza (nom donné par Jordanès à la Scandinavie), qui a quitté son royaume et est venu en Italie, où il a réussi à gagner l' « étreinte » (gremium) du roi ostrogoth d'Italie, Théodoric le Grand. Jordanès mentionne notamment que les Hérules vivaient également dans cette région, jusqu'à ce qu'ils soient chassés par les Danois, bien que son texte ne fasse pas le lien entre ce Raoul et les Hérules de Scandinavie.
Le passage de Jordanàs relatif à Scandza fait l'objet de nombreuses interprétations différentes, et certains historiens ont proposé que Jordanès ait commis des erreurs. Par exemple, Theodor Mommsen pensait que Jordanès aurait dû décrire le roi scandinave comme un Hérule, tandis que Herwig Wolfram propose de voir le roi scandinave comme un Goth.
En raison de la similitude des circonstances présentées, il a été suggéré que les différents récits décrivent un seul individu, bien que cela reste incertain. Des historiens comme Andrew Merrill ont souligné que les éléments similaires des récits de Jordanès et de Procope pourraient provenir d'une source commune, comme Cassiodore, qui travaillait pour Théodoric.
Outre le nom Raoul et son association avec la Scandinavie, son apparente allégeance à Théodoric est remarquable. Un autre témoignage de l'existence de Raoul se situe dans  les archives subsistantes des écrits de Théodoric qui montre qu'il a adopté un roi Hérule (qui n'est pas nommé dans ce passage) comme « fils d'armes ». La lettre a été rédigée à l'époque de la fonction publique de Cassiodore au début du VIe siècle et est datée de 507-511.
Raoul pourrait être une source d'inspiration de certains aspects de poésies héroïques ultérieures, à l'instar de certains personnages de saga norroises tels que Hrólfr Kraki.

## Biographie

### Roi des Hérules

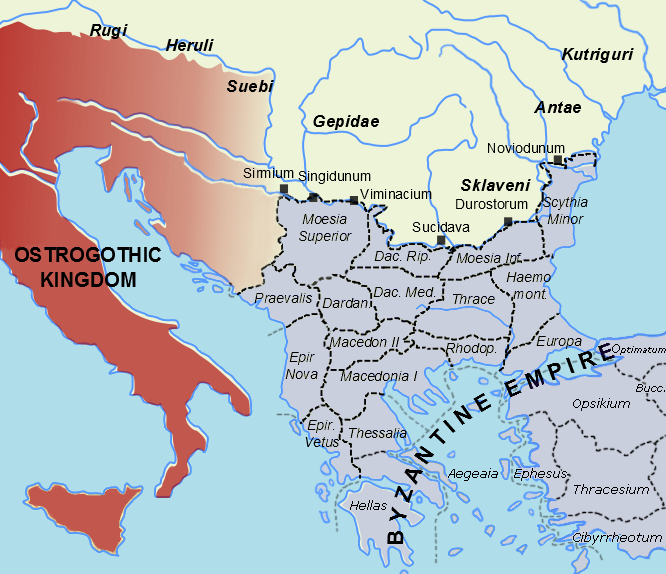
Situation politique dans le Sud-Est de l'Europe vers 500, avant la conquête du territoire hérule par les Lombards.

Le royaume hérule était centré sur la Basse-Autriche et la Moravie, au nord du Danube moyen.Il est formé depuis 454, à la suite de la bataille de Nedao. Raoul est le premier roi connu de ce royaume, et la première mention de lui qui puisse être associée à une date est la remarque de Procope qui implique qu'il régnait déjà au début des années 490. C'est à cette période que Théodoric, roi des Ostrogoths, vainc le patrice Odoacre. Après son assassinat en 493, les Hérules dirigeaient toujours un royaume au nord du Danube :

« Lorsque [...] Anastase s'empara de l'Empire romain [491], les Eruli, n'ayant plus personne au monde qu'ils puissent attaquer, déposèrent les armes et restèrent tranquilles, et ils observèrent la paix de cette manière pendant trois ans. Mais le peuple lui-même, très mécontent, se mit à maltraiter sans retenue son chef Rodolphus, le traitant sans cesse de lâche et d'efféminé, s'acharnant sur lui de la manière la plus désordonnée et le raillant de bien d'autres noms encore. »

— Procope, Guerres de Justinien
Procope voit ainsi le conflit avec les Lombards commencer dès le Ve siècle, vers 494. Si toutefois le roi Hérule qui a été adopté par Théodoric était Raoul, sur la base de l'idée selon laquelle il n'y avait pas de roi hérule après lui avec lequel Théodoric se serait allié, alors la lettre annonçant son adoption est estimée dater de 507-511, et la guerre ne peut pas avoir eu lieu avant cela.
Jordanès a également écrit sur un roi anonyme des Hérules, qui a été identifié à Raoul par certains historiens. Il mentionne que Théodoric a adopté un roi des Hérules comme son « fils d'armes », en lui donnant un cheval, une épée et un bouclier, probablement vers 507. La lettre au roi, qui devait être traduite et expliquée par les envoyés, précisait que le roi « occuperait le premier rang parmi les peuples » ,.

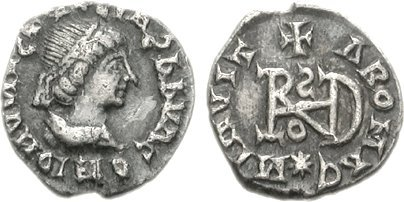
Pièce à l'effigie de Théodoric le Grand.

Après être devenu souverain de l'Italie, Théodoric s'est rendu dans ce qui était décrit comme l'ancienne patrie des Goths et a ensuite voulu, selon l'historien Herwig Wolfram, établir une alliance avec le roi des Hérules. Selon Wolfram, Raoul « incluait probablement dans sa sphère d'influence la région au nord du lac Balaton ».
Dans une autre lettre de la collection de Cassiodore, datant probablement vers 507-514, Théodoric demande l'aide des rois des Heruli, des Thuringi et des Varni pour organiser une contre-attaque contre les Francs. Procope a laissé entendre que la bataille qui a conduit à la mort de Raoul a eu lieu vers 494 ; il est donc peu probable qu'elle ait eu lieu vers 508.

Situation de l'Empire romain et de ses voisins en 477. Les Hérules sont au Nord des Ostrogoths.

Un récit ultérieur de la bataille avec les Lombards par Paul Diacre donne à Raoul un casus belli plus légitime contre ces derniers. Raoul aurait déclaré la guerre aux Lombards parce que son frère avait été assassiné par la fille de Tato, Rumetruda, après une dispute entre les deux, lors du retour de son frère chez lui.
Dans l' Historia Langobardorum (« Histoire des Lombards »), Paul Diacre mentionne que Raoul comptait parmi les morts lors d'une bataille contre les Lombards sous Tato, probablement en 508,,. Théodoric ne parvint pas à intervenir à temps et les Hérules subirent ainsi une défaite écrasante. Les Hérules furent divisés à la suite de la défaite de la bataille. Les Lombards prirent à la fois l'étendard (vexillum) et le casque de Raoul, et Paul Diacre affirma que cela brisa le courage des Hérules au point qu'ils n'eurent plus jamais de roi. Cependant, Procope, qui était beaucoup plus proche des événements, note que les Hérules se divisèrent et se déplacèrent, mais qu'ils eurent toujours des rois.

### Roi en Scandinavie

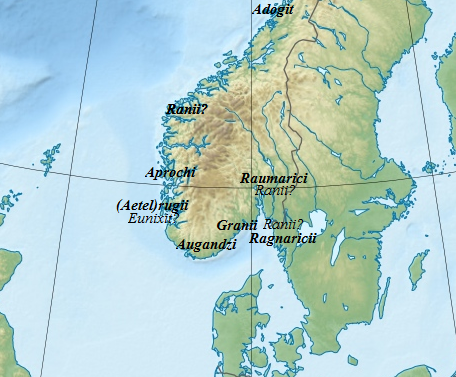
Hypothèse d'emplacement des tribus décrites par Jordanès sur l'île de Scandza, certaines peut-être gouvernées par Raoul.

Le roi Raoul (Roduulf rex) des Ranii n'est mentionné qu'une seule fois, dans la Getica (De origine actibusque Getarum ; « L'origine et les actes des Goths ») qui a été écrite par l'historien romain Jordanès. Bien qu'il ait écrit quelques générations plus tard, l'une de ses sources était l'Historia Gothorum (« Histoire des Goths »), aujourd'hui perdue, de Cassiodore, qui avait écrit son récit à la demande de Théodoric le Grand, roi des Ostrogoths et souverain de l'Italie.
Au XIXe siècle, l'historien allemand Theodor Mommsen affirme que le Raoul de la tribu Ranii et celui de la tribu Heruli constituent la même personne. Il propose que Raoul aurait pu rejoindre Théodoric en 489, alors qu'il était en Mésie.
Certains historiens modernes ont émis l'hypothèse que ce pourrait être ce Raoul ou un voyageur similaire qui aurait fourni à Cassiodore ou à Jordanès les informations nécessaires à leurs longues listes et détails sur les peuples et tribus scandinaves. Quoi qu'il en soit, Raoul n'était pas le seul chef de guerre nordique à avoir visité les Goths et aurait potentiellement pu fournir des connaissances sur les tribus scandinaves. Il voyageait probablement avec une armée constituée de quelques centaines de guerriers.
Dans la Getica, Raoul rejette et fui son propre royaume, à une époque encore récente pour Jordanès. De la manière dont son texte nous est parvenu, Raoul est décrit comme le roi des « Ranii » qui sont décrits comme l'un des nombreux peuples vivant à proximité des Danois (« Danii »). Jordanès le décrit comme ayant réalisé ce qu'il attendait de Th2oderic. Le passage, tel que traduit par Christensen, est le suivant :

« Les Dani [...] chassèrent de leurs maisons les Heruli, qui revendiquent la prééminence parmi toutes les nations de Scandza pour leur taille. En outre, il y a dans le même voisinage les Grannii, Augandzi, Eunixi, Taetel, Rugi, Aprochi et Rani, dont Roduulf était le roi il n'y a pas si longtemps. Mais il méprisa son propre royaume et s'enfuit dans les bras de Théodoric, roi des Goths, où il trouva ce qu'il désirait. »

Les historiens modernes ne savent pas si Jordanès avait l'intention de dire que Raoul était le roi de la seule tribu Ranii, ou s'il dirigeait toutes les tribus, ou toute autre tribu décrite dans le même contexte.
L'historien Otto John Maenchen-Helfen, qui a accepté l'identification de Mommsen, pense que Raoul ne doit être lu que comme le roi des Hérules, tandis que la liste, insérée de manière confuse, renvoie aux tribus voisines.

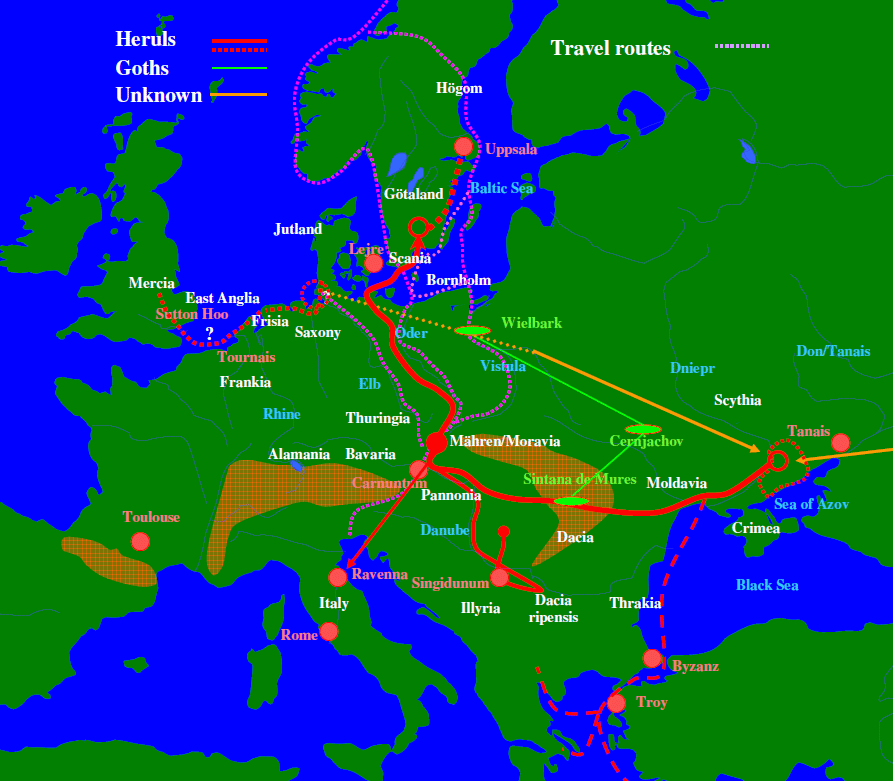
Itinéraire hypothétique des Hérules depuis la Scandinavie au cours du Ve siècle.

En revanche, d'autres historiens proposent de voir en Raoul le roi des sept peuples mentionnés, mais la plupart d'entre eux ne peuvent être identifiés avec certitude. Depuis l'édition de Jordanès par Mommsen, avec des notes d'index de Karl Müllenhoff, certaines liens ont été proposés avec la Norvège. Certains historiens modernes, principalement norvégiens, ont continué à faire de telles propositions et à laisser entendre que Rodulf était le roi de ces sept peuples. Par exemple, la liste a été interprétée comme faisant référence aux habitants de « Grenland, Halogaland, Telelmark, Ryfylkem, Hordaland et Ranrike ou Romsdal ». Les vastes distances géographiques entre les tribus, dispersées sur toute la côte norvégienne, et l'improbabilité d'un royaume unifié d'une telle ampleur à ce stade précoce de l'histoire de la Scandinavie représentent des limites à une telle possibilité,.
Le nom des Rugii, quant à lui, correspond à un autre peuple du Danube, voisin des Hérules, et on pense qu'ils ont migré depuis la mer Baltique. L'historien Axel Kristinsson a émis l'hypothèse qu'il aurait été naturel pour Raoul de rechercher certains peuples proches du sien, à savoir les Rugii installés au Danube et qui avaient rejoint les Ostrogoths après la destruction de leur royaume en 487.

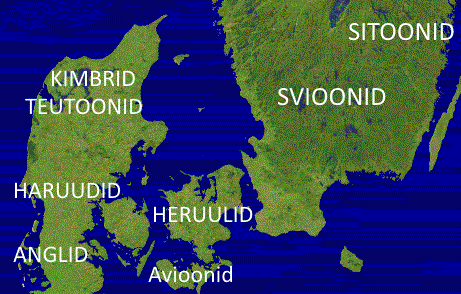
Peuples scandinaves mentionnés par Jordanès.

L'explorateur Fridtjof Nansen a proposé que le terme « Heruli » ait d'abord été un nom commun pour des bandes de guerriers nordiques, composées dans une certaine mesure de Norvégiens. Dans son livre In northern mists, Nansen suggère que Raoul, de la tribu des Ranii, aurait pu migrer vers le sud avec une bande de guerriers et qu'en arrivant au Danube, pressé par d'autres tribus guerrières des environs, il aurait cherché à s'allier avec Théodoric. Nansen pense que cela a pu se produire avant l'invasion de l'Italie par Théodoric en 489, à l'époque où les Hérules se trouvaient juste au nord du Danube et étaient les voisins les plus proches des Goths.
Bien que des recherches mettent en relation depuis longtemps le souverain des Heluri et le roi des Ranii comme étant la même personne, comme le Reallexikon der Germanischen Altertumskunde (de) de l'historien norvégien Claus Krag (no), d'autres, comme l'historien Walter Goffart et l'archéologue Dagfinn Skre (no), remettent en question cette identification.
L'historien A. H. Merrills, quant à lui, propose la possibilité que l'association de Raoul aux tribus scandinaves ait pu être politiquement motivée : « Les Getica peuvent, bien sûr, avoir raison dans leur association de Roduulf avec l'extrême nord, mais la possibilité que cela reflète simplement une distorsion idéologique ne devrait pas être à négliger.

## Identifications postérieures
Au début du VIe siècle, le roi lombard Wacho prit pour troisième épouse Silinga, qui serait la fille du dernier roi des Hérules. Cela a conduit certains chercheurs à croire que Silinga était probablement une fille de Raoul. Ils ont eu pour fils Walthari, qui succède à son père en tant que roi des Ostrogoths de 539 à 546. Le mariage entre Wacho et Silinga a permis de légitimer le royaume lombard comme le successeur du royaume des Hérules.
Il a été débattu pour savoir si Raoul aurait pu influencer la poésie héroïque ultérieure, puisque les causes de la guerre entre les Lombards et les Hérules (telles que rapportées par Paul Diacre) concernent des questions connexes. Certains ont en outre avancé que Raoul pourrait être à l'origine du personnage de Hrólfr Kraki, qui apparaît dans les sagas ultérieures. En témoignent les similitudes significatives entre les traditions, d'une part, des Scyldings de la saga Skjöldunga et les Scylfings des sagas suédoises, et d'autre part, la connaissance historique de l'environnement autour des Hérules, des Goths et des Huns.
Il a également été émis l'hypothèse que le Ráðulfr mentionné dans la pierre runique de Rök (qui mentionne également Théodoric le Grand) pourrait être identique à Raoul.

### Sources primaires
- Cassiodore, Les Lettres de Cassiodore, IV. 2. , III. 3.
- Jordanès, L'Origine et les actes des Goths, 3. 24.
- Paul Diacre, Histoire des Lombards, I. XX.
- Procope, Les Guerres de Justinien, VI. XIV.

### Sources secondaires
- Arne Søby Christensen, Cassiodorus, Jordanes and the History of the Goths, Museum Tusculanum Press, 2002 (ISBN 9788772897103, lire en ligne)
- Alvar Ellegård, « Who were the Eruli? », Scandia, vol. 53,‎ 1987 (lire en ligne)
- Goffart, Walter, Barbarian Tides: The Migration Age and the Later Roman Empire, University of Pennsylvania, 2009 (ISBN 978-0-8122-2105-3, lire en ligne)
- Helle, Knut, The Cambridge History of Scandinavia, vol. 1, Cambridge University, 2003 (ISBN 978-0-521-47299-9), p. 82
- (no) Koht, Halvdan, Harald Hårfagre og rikssamlinga, Aschehoug, 1955, p. 12
- (de) Claus Krag et Geuenich, Dieter, Reallexikon der Germanischen Altertumskunde, vol. 25, Walter de Gruyter, 2003, 58–59 p. (ISBN 3-11-017733-1), « Rodulf »
- Kristinsson, Axel, Expansions: Competition and Conquest in Europe since the Bronze Age, ReykjavíkurAkademían, 2010 (ISBN 978-9979-9922-1-9)
- Maenchen-Helfen, Otto, The World of the Huns: Studies in Their History and Culture, University of California, 1973 (ISBN 978-0-520-01596-8, lire en ligne), p. 487
- Merrills, A. H., History and Geography in Late Antiquity, Cambridge University Press, 2005 (ISBN 978-0-521-84601-1, lire en ligne)
- Nansen, Fridtjof, In northern mists; Arctic exploration in early times, vol. 1, Library of Alexandria, 1911, 137–139 p. (ISBN 978-1-4655-4901-3)
- Alexander Sarantis, Neglected Barbarians, ISD, 2010 (ISBN 9782503531250, lire en ligne), « The Justinianic Herules »
- (no) Skre, Dagfinn, Herredømmet: bosetning og besittelse på Romerike 200-1350 e. Kr, University of Oslo, Universitetsforlaget, 1998 (ISBN 82-00-12854-7, lire en ligne)
- Dagfinn Skre, Rulership in 1st to 14th century Scandinavia. Royal graves and sites at Avaldsnes and beyond, vol. 114, coll. « Ergänzungsbände zum Reallexikon der Germanischen Altertumskunde », 2020 (ISBN 9783110421101, DOI 10.1515/9783110421101, S2CID 238078452, lire en ligne)
- Roland Steinacher, Neglected Barbarians, ISD, 2010 (ISBN 9782503531250, lire en ligne), « The Herules: Fragments of a History »
- Roland Steinacher, Rom und die Barbaren. Völker im Alpen- und Donauraum (300-600), Kohlhammer Verlag, 2017 (ISBN 9783170251700, lire en ligne)
- Waldman, Carl et Mason, Catherine, Encyclopedia of European Peoples, Infobase Publishing, 2006 (ISBN 978-1-4381-2918-1)
- Weibull, Lauritz Ulrik Absalon, Skandza und ihre Völker in Darstellung des Jordanes, vol. 41, 1925 (lire en ligne)
- (de) Wolfram, Herwig, History of the Goths, University of California, 1990 (1re éd. First published in Germany in 1979) (ISBN 0-520-06983-8), p. 318
- (de) Wolfram, Herwig, Salzburg, Bayern, Österreich: Conversio Bagoariorum et Carantanorum und die Quellen ihrer Zeit, Oldenbourg Verlag, 1995 (ISBN 978-3-7029-0404-3)
- Wolfram, Herwig et Read, Malcolm Kevin, Early Germanic Literature and Culture, Boydell & Brewer, 2004, 39–54 p. (ISBN 1-57113-199-X), « Origo Gentis: The Literature of Germanic Origins »
- (de) Wolfram, Herwig et Geuenich, Dieter, Reallexikon der Germanischen Altertumskunde, vol. 33, Walter de Gruyter, 2006, 49–51 p. (ISBN 978-3-11-018388-7), « Waffensohn »